# Lhok Gajah (Kuala Batee)
Lhok Gajah is een bestuurslaag in het regentschap Aceh Barat Daya van de provincie Atjeh, Indonesië. Lhok Gajah telt 441 inwoners (volkstelling 2010).